# Polytrichum tibetanum
Polytrichum tibetanum är en bladmossart som beskrevs av Gao Chien in Gao Chien och Zhang Guang-chu 1979. Polytrichum tibetanum ingår i släktet björnmossor, och familjen Polytrichaceae. Inga underarter finns listade i Catalogue of Life.